# Виадук Шмиттентобель
Виадук Шмиттентобель (нем. Schmittentobel-Viadukt) — семиарочный одноколейный железнодорожный мост из известняка. Он находится около населенного пункта Шмиттен в кантоне Граубюнден, Швейцария.

## Местоположение
Виадук, построенный из темного известняка, находится на участке Альбулийской железной дороги между станциями Тифенкастель и Филизур. Мост находится на расстоянии около 63 км от станции Тузис.
В пределах видимости от виадука Шмиттентобель, немного дальше по ходу движения в сторону станции Филизур находится намного более известный виадук Ландвассер, который является одним из символов не только Альбулийской железной дороги, но и всей Ретийской железной дороги.

## Технические данные
Виадук имеет длину 137 м, высоту 35 м и состоит из семи арочных пролетов по 15 м.